# کیو-گیمز
کیو-گیمز (انگلیسی: Q-Games) شرکت بازی ویدئویی ژاپنی است، که در سال ۲۰۰۱ تأسیس شد.